# Юмагулов, Ильшат Халилович
Ильша́т Хали́лович Юмагу́лов (26 февраля 1932 — 6 ноября 2007) — советский башкирский актёр и драматург. Заслуженный артист РСФСР (1979). Заслуженный артист Башкирской АССР (1976).

## Биография
Родился в деревне Тимербаево Куюргазинского района Башкирской АССР.
В 1952 году окончил театральный факультет Уфимского училища искусств, затем был актёром Башкирского академического театра драмы имени М. Гафури, где проработал до 1988 года.
В 1959 году окончил Государственный институт театрального искусства имени А. В. Луначарского в Москве. С 1971 по 1975 год работал в Татарском государственном академическом театре имени Г. Камала.
С 1962 по 1966 годы являлся художественным руководителем курса в Уфимском училище искусств, с 1982 по 1990 годы преподавал в Уфимском государственном институте искусств. С 1990 года работал в Театральном объединении Стерлитамака.
Умер в 2007 году.

## Известные роли
- Макбет (одноимённая трагедия Шекспира)
- Никита («Власть тьмы», Л. Н. Толстой)
- Протасов («Живой труп», Л. Н. Толстой)
- Треплев («Чайка», А. П. Чехов)
- Иванов («Иванов», А. П. Чехов)
- Закир («Черноликие», М. Гафури)
- Акъегет («В ночь лунного затмения», М. Карим) и др.

## Звания
- Заслуженный артист РСФСР (1979)
- Заслуженный артист Башкирской АССР (1976)